# Typhlocaris lethaea
Typhlocaris lethaea is een garnalensoort uit de familie van de Typhlocarididae. De wetenschappelijke naam van de soort is voor het eerst geldig gepubliceerd in 1921 door Parisi.